# تحول مقام به دستگاه
تحول مقام به دستگاه اصطلاحی است برای توصیف تغییراتی که در روش طبقه‌بندی و آموزش موسیقی سنتی ایرانی رخ داد و در آن طبقه‌بندی‌های قبلی که بر اساس مقام بود، با طبقه‌بندی‌های جدیدی که بر اساس دستگاه است، جایگزین شد. زمان‌بندی آن مستند نیست و مورد اختلاف نظر است؛ اگر چه در مورد شروع این تحول گمانه‌زنی‌های مختلفی وجود دارد، اما اکثر پژوهشگران پایان این تحول را به اوایل دورهٔ قاجاریه و خاندان فراهانی نسبت می‌دهند.
در فاصلهٔ قرن چهارم تا نهم هجری، موسیقی علمی ایران وضعیت خوبی داشت و از نظام ادواری برای شرح موسیقی با کمک مقام‌ها استفاده می‌شد. در این نظام موسیقایی، دوازده مقام تعریف شده بود که عشاق، نوا، بوسلیک، راست، عراق، اصفهان، زیرافکند، بزرگ، زنگوله، رهاوی، حسینی و حجازی نام داشتند. اما در قرن نهم هجری با تبعیت حکام ایرانی از متعصبین بانفوذی که مخالف موسیقی بودند، رشد علمی موسیقی در ایران متوقف شد و در همین حال تغییرات و جابه‌جایی‌های بسیاری در موسیقی ایران صورت گرفت. زمان شروع جدایی موسیقی ایران از نظام مبتنی بر مقام‌ها دقیقاً مشخص نیست ولی احتمالاً به دورهٔ تیموریان (سدهٔ هشتم تا دهم هجری قمری) بر می‌گردد. در طی این تحولات، مقام‌ها جای خود را به دستگاه‌ها دادند و نظام نوینی برای طبقه‌بندی و تدریس موسیقی شکل گرفت که بعدها ردیف نامیده شد. در این نظام معمولاً هفت دستگاه (همایون، ماهور، شور، سه‌گاه، چهارگاه، راست‌پنج‌گاه و نوا) و پنج آواز برشمرده می‌شود (در منابع مختلف فهرست این آوازها متفاوت ذکر شده اما معمولاً شامل زیر مجموعه‌ای از این موارد است: آواز دشتی، آواز ابوعطا، آواز بیات ترک، آواز افشاری، آواز شوشتری، آواز بیات کرد و آواز بیات اصفهان).
اگرچه، سیر تحول نظام مقامی به دستگاهی یکی از پرسش‌های بنیادین در تاریخ موسیقی ایران است اما پژوهش‌های چندانی در این زمینه انجام نشده است. از جمله انتقادهای وارد شده به این تحول آن است که به جای تمرکز روی موسیقی به عنوان یک علم، توجه را فقط روی موسیقی به عنوان یک هنر اجرایی معطوف کرده و بیان‌گر یک نظریهٔ روشنگر دربارهٔ موسیقی نیست.

## تعاریف
اصطلاح تحول مقام به دستگاه یا تحول نظام مقامی به دستگاهی اصطلاحی است که برای توصیف مجموعهٔ اتفاقاتی به کار می‌رود که منجر به آن شدند که موسیقی ایرانی به جای آن که با استفاده از مقام‌ها طبقه‌بندی شود و با کمک نظریهٔ ادوار توصیف شود، با استفاده از دستگاه‌ها طبقه‌بندی گردد و به کمک ردیف آموزش داده شود. این تحولات هم در بعد «فضایی-صوتی» و هم در بعد «زمانی-وزنی» موسیقی ایرانی رخ داده‌اند و دیدگاه عموم آن است که این تحولات عمدتاً در دورهٔ قاجاریه رخ داده و توسط خاندان فراهانی شکل گرفته است. حاصل این تحولات فاصله گرفتن موسیقی ایرانی از موسیقی دیگر کشورهای جهان اسلام بوده است.

### مقام
پیش از این تحول، موسیقی با کمک مقام‌ها طبقه‌بندی و شناخته می‌شد. مقام در واقع مجموعهٔ نغمه‌هایی است که تحت فواصل مشخص و از پیش تعیین‌شده سازمان یافته‌اند. مفهوم مقام در موسیقی قدیم ایران با مفهوم مد در موسیقی یونان باستان نزدیکی دارد، مقام‌ها با کمک نظریهٔ ادوار توصیف و طبقه‌بندی می‌شدند و اولین بار، قطب‌الدین شیرازی (دانشمند ایرانی قرن ۷ و ۸ هجری) بود که واژهٔ «مقامات» را به جای «ادوار» استفاده کرد. نظریه‌پردازانی که در نظام مقامی پیشگام بودند، دوازده مقام را به عنوان مقام‌های اصلی طبقه‌بندی می‌کردند که عبارت بودند از عشاق، نوا، بوسلیک، راست، عراق، اصفهان، زیرافکند، بزرگ، زنگوله، رهاوی، حسینی و حجازی.

### ادوار
اساس نظریهٔ ادوار همان نظریهٔ دایره پنجم‌ها است که در یونان باستان توسط فیثاغورث شرح داده شده بود. در نظریهٔ ادوار، موقعیت نت‌ها و ساختار مُدال موسیقی به کمک فواصل چهارم درست (ذی‌الاربع) و پنجم درست (ذی‌الخمس) توضیح داده می‌شود. اما تعاریف و جزئیات این دانگ‌ها در طول زمان تغییر یافته است. امروزه نظریهٔ ادوار بیشتر بر اساس دیدگاه صفی‌الدین ارموی و موسیقی‌دانان متأثر از او (نظیر عبدالقادر مراغه‌ای) شناخته می‌شود که هر دو هفت دانگ ذی‌الاربع را برمی‌شمارند و تعداد دانگ‌های ذی‌الخمس را هم دوازده یا سیزده عدد می‌دانند.

### دستگاه
واژهٔ دستگاه به احتمال زیاد از زمان سلسله قاجاریه در موسیقی ایرانی معمول شده است. این کلمه که در حقیقت جایگزین واژه مقام گردیده، خود از دو کلمه دست و گاه ترکیب یافته است. در موسیقی قدیم ایران، گاه به معنای «پردهٔ ساز» بوده است؛ بنابراین، دستگاه یعنی چگونگی قرار گرفتن دست (انگشتان) بر روی پرده‌های ساز که در هر مقامی شکل خاص خود را دارد. دستگاه عبارت است از مجموعه‌ای از گوشه‌ها که بر اساس منطقی درونی به‌طور سنتی کنار هم قرار گرفته‌اند و معمولاً دارای مدهای خاص خود می‌باشند. هر گوشه یک آهنگ مستقل است که حول یک نت به‌خصوص شکل می‌گیرد که به آن نت شاهد می‌گویند. به نظر می‌رسد که ترتیب گوشه‌های یک دستگاه مبتنی بر ملایمت باشد؛ هر دستگاه از گوشهٔ خاصی شروع شده و به همان گوشه نیز ختم می‌شود. گوشه‌هایی که در این بین اجرا می‌شوند معمولاً به این ترتیب نت شاهدشان (از بم به زیر) اجرا می‌شوند. دستگاه به عنوان یک مجموعه به موسیقی‌دانان کمک می‌کند تا فواصل مربوط به هر گوشه و رابطه‌اش با دیگر گوشه‌های دستگاه را تشخیص بدهند.

### ردیف
ردیف مجموعه‌ایست از ملودی‌های سنتی موسیقی ایرانی که در روایت‌های مختلف سازی و آوازی، با نظم و ترتیب خاصی در قالب دستگاه‌ها و آوازهای مختلف تقسیم‌بندی شده‌اند. به بیان دیگر ردیف موسیقی روشی برای تقسیم‌بندی گوشه‌ها است تا آموزش این گوشه‌ها را از طریق تکرار میسر کند. ردیف فقط یک مجموعه از گوشه‌ها نیست، بلکه (همچنان که از نامش بر می‌آید) به ترتیب این گوشه‌ها نیز اشاره دارد. در هر دستگاه، گوشه‌ای که وسعت صوتی‌اش از همه پایین‌تر است، معمولاً به عنوان اولین گوشه انتخاب و درآمد نامیده می‌شود و گوشه‌های دیگر به دنبال آن آورده می‌شوند. گوشه‌ها بنا به ذوق و سلیقه استادان موسیقی دستگاهی ایران جمع‌آوری شده و در مقامات موسیقی ایرانی با نظم و ترتیب خاصی ردیف شده‌اند. به گفتهٔ مجید کیانی، هرگاه نغمه‌ها و آهنگ‌ها (گوشه‌ها) به ترتیبی «متناسب با منطق هنری و ذوق زیبایی شناسانه فرهنگ ایران»، به همراه هماهنگی نسبت‌های فواصل، گردش نغمات، وزن و تزئین‌های ویژه این موسیقی به اجرا در آیند، حاصل کار را ردیف می‌نامند. هر استاد موسیقی سنتی از تسلسل گوشه‌ها با سلیقه، تفکر و احساس خود ردیفی به وجود می‌آورد و هر نوازندهٔ خلاق به هنگام اجرای آن ردیفی نو می‌آفریند که اساسش بر تک‌نوازی و بدیهه‌سرایی است.

## تاریخچه

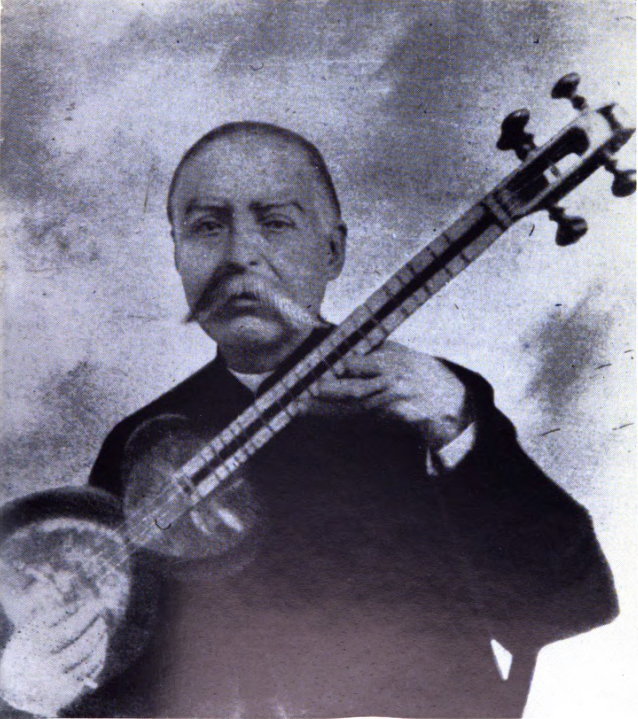
شکل‌گیری ردیف به خانوادهٔ فراهانی نسبت داده می‌شود و ردیف میرزا عبدالله فراهانی یکی از شناخته‌شده‌ترین ردیف‌های موسیقی ایرانی دانسته می‌شود

در فاصلهٔ قرن چهارم تا نهم هجری، موسیقی علمی ایران وضعیت خوبی داشت و بیشتر فلاسفه و دانشمندان آن زمان در کتاب‌ها و رساله‌های مبحثی را هم به موسیقی اختصاص می‌دادند. در این دوره نظام ادواری برای شرح موسیقی با کمک مقام‌ها به کار گرفته می‌شد. تا زمان ابن سینا (دانشمند قرن چهارم و پنجم هجری) دوازده مقام تعریف شده بود که عبارت بودند از: عشاق، نوا، بوسلیک، راست، عراق، اصفهان، زیرافکند، بزرگ، زنگوله، رهاوی، حسینی و حجازی. در متون متأخرتر هم همین نام‌ها برای مقام‌های اصلی به کار می‌رود؛ جز آن که از آخری با نام «حجاز» یاد می‌شود.
در قرن نهم هجری با تبعیت حکام ایرانی از متعصبین بانفوذی که مخالف موسیقی بودند، رشد علمی موسیقی در ایران متوقف شد و در همین حال تغییرات و جابه‌جایی‌های بسیاری در موسیقی ایران صورت گرفت. در چهار سده‌ای که از دوران صفویه آغاز می‌شود و تا اواخر سده سیزدهم خورشیدی ادامه دارد، کمتر کسی در ایران به موسیقی به عنوان یک رشتهٔ مهم علوم انسانی توجه کرد؛ پژوهش علمی و معتبری در علم موسیقی به بار نیامد و به موسیقی بیشتر به عنوان یک هنر اجرایی و تفننی نگاه می‌شد. با این حال، در آخرین سال‌های این دورهٔ چهارصد ساله که مصادف با حکومت ناصرالدین شاه قاجار بود، موسیقی دوباره تا حدودی مورد توجه قرار گرفت. در این دوره، مقام‌های ایرانی تحت عنوان دستگاه‌ها بازآرایی شدند و این دستگاه‌ها خود به قطعات کوچکتری تقسیم شدند که هر کدام را می‌شد جداگانه تعلیم داد (شکل‌گیری ردیف موسیقی ایرانی). به عقیدهٔ داریوش طلایی، بنیانگذاران ردیف لزوماً به دنبال نظم دادن به سیستم مُدال نبودند و بنا بر این رابطهٔ ردیف‌ها با مدها مشخص نشده است و نظام آموزشی ردیف دربرگیرندهٔ هیچ تئوری روشنگری نیست.
شروع جدایی موسیقی ایران از روش مبتنی بر مقام احتمالاً به دورهٔ تیموریان (سدهٔ هشتم تا دهم هجری قمری، معادل سدهٔ چهاردهم و پانزدهم میلادی) برمی‌گردد. با این حال، در مورد این که در این دوره موسیقی به چه شکلی آموزش داده می‌شده، اختلاف نظر هست. رافائل کیزوِتِر معتقد است که شکل‌گیری ردیف در همین دوران رخ داده و هدف از آن آموزش اجزای موسیقی ایرانی به صورت تک‌تک بوده است. برونو نِتل هم معقتد است که پیشینهٔ ردیف دست کم به قرن هجدهم میلادی برمی‌گردد اما داریوش طلایی معتقد است که نظم و ترتیب یافتن ملودی‌های ایرانی به صورت ردیف، تنها در قرن سیزدهم هجری خورشیدی (معادل قرن نوزدهم میلادی) شروع شده است. محمدرضا لطفی هم این تحول را به قرن نوزدهم منسوب می‌کند و آن را با «پاشیدگی نظام هنری ایران» در این دوره مرتبط می‌داند اما بین نظریه‌پردازان اتفاق نظر وجود دارد که هدف از ایجاد ردیف‌ها، آموزش آسان‌تر دستگاه‌ها، آوازها و گوشه‌های موسیقی ایرانی بوده است و روش تعلیم هم آن بوده که شاگردان باید تمام ملودی‌ها را حفظ می‌کردند.
از دید والتر فِلدمن، محقق برجستهٔ موسیقی عثمانی، زمانی که موسیقی ترکیه مشغول تمرکز بر اصول موسیقی (از طریق گسترش مقام‌ها) بود، همزمان موسیقی ایرانی به سمت قالبی شدن رفت (به معنای تمرکز روی قالب موسیقایی) و سهم موسیقی آوازی از سازی در ایران بیشتر شد. در مقابل، برخی محققین دیگر شکل‌گیری ردیف در ایران را با نفوذ فرهنگ غرب که در دورهٔ قاجاریه شدت گرفت، مرتبط می‌دادند. داریوش طلایی هم می‌نویسد که هدف اصلی بنیانگذاران ردیف تدوین مجموعه‌ای مرتبط و منظم از ملودی‌های سنتی بود. آن‌ها لزوماً به دنبال نظم دادن به سیستم مُدال نبودند و بنا بر این رابطهٔ ردیف‌ها با مدها مشخص نشده است و نظام آموزشی ردیف دربرگیرندهٔ هیچ تئوری روشنگری نیست اما به عقیدهٔ برونو نتل، شکل‌گیری ردیف موسیقی ایرانی در قرن بیستم با جنبش‌های ملی‌گرایانهٔ ایران در آن دوره رابطه دارد و تحول از مقام به دستگاه یک نمونه از تلاش ایرانیان برای اعلام استقلال موسیقی ایرانی از موسیقی ترکی و عربی (که ریشهٔ مشترکی دارند) است. حجاریان نیز شکل‌گیری ردیف را در تضاد با تحولات موسیقی عربی و ترکی قرار می‌دهد و می‌گوید که زمانی که در موسیقی ترکی و عربی برای دسته‌بندی مدال موسیقی بر اساس «منطق» تلاش می‌شد، در موسیقی ایرانی تمرکز روی تقسیم‌بندی موسیقی به گوشه‌ها بر اساس «سنت» بود.
شواهدی محدود در دست است که در دوره‌ای، حوالی سدهٔ دهم و یازدهم هجری قمری، چهار «شَدّ» (جمع: شَدود) به کار می‌رفته است که احتمالاً شکل‌گیری نظام دستگاهی متأثر از آن‌ها بوده است؛ از جمله، دَورَه‌بیگ کَرامی در رساله‌ای به توصیف این چهار شد اعظم پرداخته است. در هر شَد تعدادی از مقام‌ها و آوازها در پی هم اجرا می‌شدند ولی شروع و پایان آن همیشه یک مقام واحد بوده است. به نظر می‌رسد که مفهوم شد تدریجاً به مفهوم دستگاه نزدیک شده است؛ چنان‌که در رساله‌های بعدی از چهار شد اعظم یا چهار دستگاه اعظم نام برده شده که یکی از آن‌ها، «دستگاه راست» بوده است. (همچنین ببینید: راست، راست‌پنج‌گاه). در اواخر قرن سیزدهم، تدوین دوازده دستگاه (با نام‌های راستِ پنج‌گاه، نوانشابور، همایون، ماهور، رهاب، چهارگاه مخالف، سه‌گاه، دوگاه، زابل، عشیران، نیریز، و شول و شهناز) به آقابابا مخمور نسبت داده شده است اما تدوین هفت دستگاه و پنج آوازی که در ردیف امروزی موسیقی ایران معمول است، به خانوادهٔ فراهانی نسبت داده شده است.
در موسیقی دستگاهی ایران هر دستگاه شامل چند «گوشه» است. به طرز قرار گرفتن گوشه‌ها و نغمات موسیقی، «ردیف» گویند. این گوشه‌ها از پایین به بالا (از محدودهٔ صدای بم به سمت محدودهٔ صدای زیر)، پشت سر هم چیده می‌شوند. آهنگی که وسعت صوتی‌اش از همه پایین‌تر (بم‌تر) است، معمولاً به عنوان اولین آهنگ قرار می‌گیرد و «درآمد» نامیده می‌شود. گوشه‌های دیگر هر کدام به ترتیب محدودهٔ صوتی، در دنبالهٔ درآمد قرار میگرند و به‌ترتیب ردیف می‌شوند و به این طریق «دستگاه» یا «مقام» را به وجود می‌آورند. گوشه‌ها بنا به ذوق و سلیقهٔ استادان مسلم موسیقی دستگاهی ایران جمع‌آوری گردیده و در مقامات یا دستگاه‌های موسیقی ایرانی با نظم و ترتیب خاصی گنجانده و ردیف شده است؛ مانند: ردیف میرزا عبدالله، ردیف میرزا حسینقلی، ردیف ابوالحسن صبا و غیره. از این میان ردیف میرزا عبدالله مهم‌ترین ردیف دانسته می‌شود؛ چرا که میرزا عبدالله با تعلیم آن به شاگردان زیادی که داشت، توانست میراث هنری دوران قبل از قاجار را تا به امروز زنده نگاه دارد.
اگرچه، موقعیت گوشه‌ها در دستگاه‌های مختلف در موسیقی امروزی ایران نسبتاً ثابت است اما بین ردیف‌های مختلف تفاوت‌هایی در تقسیم‌بندی گوشه‌ها دیده می‌شود. این تفاوت در طبقه‌بندی گوشه‌ها محدود به ردیف‌ها (که از زمان میرزا عبدالله به بعد موجود هستند) نیست و شواهدی اندک موجود است که حتی پیش از شکل‌گیری ردیف هم برخی گوشه‌ها مرتبط با هم دانسته می‌شدند؛ مثلاً، گوشه‌های دلکش، شکسته و راک با ماهور مرتبط دانسته می‌شدند و امروز هم در ردیف موسیقی ایرانی جزو دستگاه ماهور طبقه‌بندی می‌شوند.

### زمان‌بندی
اگرچه، از اسناد تاریخی چنان برمی‌آید که دورهٔ فترت موسیقی ایرانی از دوران حکومت صفویه شروع شده و در دوران حکومت زندیه به پایان رسیده و نظم جدید موسیقایی احتمالاً از اوایل دورهٔ قاجاریه به میدان آمده است اما به دلیل نبودن خط موسیقی و نگاشته نشدن رساله‌های مهم موسیقی در این دوره، در مورد زمان دقیق شکل‌گیری نظام دستگاهی، اتفاق نظر وجود ندارد. حتی این احتمال داده می‌شود که ردیف در دورهٔ صفویه و در زمانی که اصفهان (که در آن زمان پایتخت بود) میزبان سنت موسیقایی ایران بود شکل گرفته باشد، اما به دلیل این که ردیف به صورت شفاهی منتقل می‌شده، سندی از این ردیف‌های اولیه باقی نمانده باشد.
یک روش برای تخمین زمان این تحول، شناسایی اولین اشاره به واژه‌های ردیف و دستگاه در متون تاریخی است. کتاب تاریخ سبحان‌قلی‌خان که در سدهٔ دوازدهم هجری توسط میرمحمد امین بن میرزا زمان بخاری نگاشته شد، به نظام ادواری اشاره می‌کند و از نظام دستگاهی نامی نمی‌برد. این کتاب و کتاب تاریخ ترکستان آخرین کتاب‌هایی به فارسی دانسته می‌شوند که به نظام ادواری اشاره کرده‌اند ولی از نظام دستگاهی اسم نبرده‌اند. در مقابل، اولین اشاره به نظام هفت دستگاهی، به گفتهٔ تقی بینش، در کتاب بحورالالحان است که فرصت‌الدوله شیرازی در قرن چهاردهم هجری در بمبئی به چاپ رساند؛ لذا، به عقیدهٔ او شکل‌گیری نظام دستگاهی را می‌توان به فاصلهٔ قرن دوازدهم تا چهاردهم نسبت داد. این در حالی است که اولین اشارهٔ مکتوب به لفظ «دستگاه» به معنای امروزی‌اش، احتمالاً در رساله‌ای به نام کلیات یوسفی رخ داده که مربوط به دورهٔ فتحعلی‌شاه قاجار است و در نیمهٔ نخست قرن ۱۳ هجری قمری نوشته شده است و در آن مشخصاً به «دوازده دستگاه» اشاره شده است. فرصت‌الدوله هم در بحورالالحان به همین نکته اشاره می‌کند و نظام هفت‌دستگاهی را حاصل به هم زدن نظام دوازده‌دستگاهی قدما می‌داند. اما هرمز فرهت وقوع تحول مقام به دستگاه را مشخصاً به دورهٔ قاجار نسبت می‌دهد و شروع آن را زودتر از قرن نوزدهم میلادی نمی‌داند. دست آخر آن که واژه‌های دستگاه و مقام دست کم در دوره‌ای به طور همزمان به کار می‌رفته‌اند چنان‌که لفظ «دستگاه» در متون موسیقی، احتمالاً اولین بار در رساله‌ای در بیان علم موسیقی و دانستن شعبات او به کار رفته که احتمالاً پیش از ۹۷۴ ه‍.ق نگارش شده است. در این رساله از برخی مقامات با صفت «صاحب دستگاه» یاد شده است.
همچنین، در این که آیا تحول مقام به دستگاه، با شکل‌گیری ردیف همزمان بوده یا نه اختلاف نظر هست. مجید کیانی در کتاب مبانی نظری موسیقی ایران شکل‌گیری هر دو را همزمان می‌داند و حسن مشحون نیز در کتاب تاریخ موسیقی ایران تلویحاً این دو را هم‌دوره تلقی می‌کند. در مقابل، برونو نتل شکل‌گیری ردیف را به زمانی پس از شکل‌گیری نظام دستگاهی نسبت می‌دهد و از آن به عنوان روشی برای تدریس موسیقی یاد می‌کند که متأثر از ایدهٔ شکل‌گیری رپرتواری برای موسیقی ایرانی و در نتیجهٔ تماس و آشنایی موسیقی‌دانان ایرانی با موسیقی غربی در دورهٔ قاجار بوده است. این ایده را داریوش طلایی نیز در کتاب نگرشی نو به تئوری موسیقی ایرانی از نتل نقل می‌کند و مورد حمایت قرار می‌دهد و زمان آن را به اواسط قرن سیزدهم هجری نسبت می‌دهد.
هومان اسعدی با مروری بر دیدگاه‌های بالا، نظریه‌ای جدیدتر ارائه می‌کند که در آن سیر تاریخی این تحولات به پنج دوره تقسیم می‌شود. بر اساس تحقیقات او تا پیش از قرن یازدهم هجری قمری اشاره‌ای به دستگاه نشده یا اگر هم لفظ دستگاه به کار رفته، به معنایی نزدیک به معنای امروزی آن نبوده است. اواخر قرن یازدهم، نظامی چهار دستگاهی شکل می‌گیرد که تا نیمهٔ اول قرن سیزدهم هجری به نظام ۱۲ دستگاهی تکوین می‌یابد. از آن زمان تا اواخر قرن سیزدهم، نظام دستگاهی جدید که تنها هفت دستگاه اصلی برمی‌شمارد (و پنج آواز را ذیل این دستگاه‌ها تعریف می‌کند)، جایگزین می‌شود و پس از آن، تا نیمهٔ اول قرن چهاردهم هجری قمری است که ردیف نیز شکل می‌گیرد و نظام دستگاهی-ردیفی که امروزه رایج است، فراگیر می‌شود. اسعدی همچنین اشاره می‌کند که در نسخ خطی اشاره‌ای به لفظ «ردیف» نشده است و از این رو شکل‌گیری ردیف را پدیده‌ای متأخر می‌داند که پس از شکل‌گیری نظام هفت‌دستگاهی رخ داده است. او با این حال مطابقت نظام هفت‌دستگاهی ردیف‌های امروزی با شرحی که در بحورالالحان آمده را نشان دهندهٔ آن می‌داند که ردیف‌ها بر مبنای همان نظام استوار شده‌اند.

## نتایج و بازخورد
تحول مقام به دستگاه باعث شد که برخی از مقام‌ها که در موسیقی گذشته به کار می‌رفتند، در موسیقی ردیفی به کار نروند و به بیان دیگر، گسترهٔ موسیقی ایرانی در بعد فضایی-صوتی، محدودتر شود. به گفتهٔ مجید کیانی، از بین ۱۲ مقام اصلی، تنها ۶ مقام در موسیقی دستگاهی حفظ شده‌اند؛ این شش مقام عبارتند از عشاق، نوا، بوسلیک، راست، حسینی و حجازی. از بین ده‌ها مقام فرعی نیز به گفتهٔ وی فقط ۱۳ مورد را می‌تواند در گوشه‌های موسیقی دستگاهی پیدا کرد: صبا، معشوق، خوش‌سرا، نوبهار، وصال، غم‌زده، دلگشا، بوستان، نسیم، جان‌فزا، مُحیّر، نَهُفت و مزدکانی. دست آخر آن که کیانی از دو مقام نام می‌برد که در موسیقی قدیم دارای اهمیت کمی بودند و حتی نام خاصی به آن‌ها داده نمی‌شد، اما در موسیقی دستگاهی اهمیت بالایی پیدا کردند. درجات یکی از این مقام‌ها — که در نظریهٔ ادوار، دایرهٔ «سو» نام می‌گرفته، بر دستگاه‌های سه‌گاه و چهارگاه منطبق است، و دیگری که دایرهٔ «سب» نام می‌گرفته نیز بر گوشه‌هایی از دستگاه‌های سه‌گاه، همایون، ماهور و راست‌پنج‌گاه مطابق است.
اگرچه، سیر تحول نظام مقامی به دستگاهی یکی از پرسش‌های بنیادین در تاریخ موسیقی ایران است اما پژوهش‌های چندانی در این زمینه انجام نشده است. با این حال، برخی پژوهشگران نقدهایی نسبت به این تحول مطرح کرده‌اند، از جمله آنکه به جای تمرکز روی موسیقی به عنوان یک علم، توجه را فقط روی موسیقی به عنوان یک هنر اجرایی معطوف کرده است. به نظر منتقدان، مفهوم ردیف و دستگاه در موسیقی ایرانی دربرگیرندهٔ تئوری روشنگری نیست و تنها بر آسان‌تر کردن آموزش موسیقی (از طریق تکرار قطعه‌های کوچک‌تر که همان گوشه‌ها باشند) تمرکز دارد.
به گفتهٔ داریوش صفوت و نلی کارن، این تحول باعث شد که برخی موسیقی ایرانی که بر اساس ردیف باشد را شایستهٔ عنوان «موسیقی سنتی» ندانند، چرا که روش جدید تنها حدود یک قرن سابقه دارد و سنت نیست؛ از دید ایشان، موسیقی سنتی باید به آنچه مبتنی بر مقام بود اشاره کند. اما صفوت و کارن معتقدند که اصطلاح «سنتی» بیشتر از آنکه به قدمت نظریات موسیقی اشاره کند، به اصالت موسیقی اشاره دارد؛ این دو، صفت «سنتی» را برای موسیقی اصیل ایرانی — چه قبل از تحول مقام به دستگاه و چه پس از آن — برازنده می‌دانند.
| دستگاه / آواز | گوشه‌ها                                               | مقام                  |
| ------------- | ---------------------------------------------------- | --------------------- |
| شور           | درآمد                                                | حسینی                 |
| شور           | زیرکش سلمک، گلریز                                    | جان‌فزا                |
| ابوعطا        |                                                      | جان‌فزا، بوستان، حسینی |
| دشتی          |                                                      | جان‌فزا، بوستان، حسینی |
| افشاری        |                                                      | دلگشا، راست، بوستان   |
| بیات ترک      |                                                      | دلگشا                 |
| بیات کرد      | درآمد                                                | جان‌فزا                |
| بیات کرد      | گوشهٔ قطار                                            | دلگشا                 |
| سه‌گاه         | درآمد، زابل، مویه، رهاب، مسیحی، شاه‌ختایی، تخت طاقدیس | راست                  |
| سه‌گاه         | مخالف                                                | دایرهٔ «سب» در ادوار   |
| چهارگاه       | درآمد، زابل، حصار، منصوری                            | دایرهٔ «سو» در ادوار   |
| چهارگاه       | مخالف                                                | نهفت                  |
| ماهور         | درآمد                                                | عشاق                  |
| ماهور         | دلکش                                                 | راست یا صبا           |
| ماهور         | شکسته                                                | دلگشا                 |
| ماهور         | عراق                                                 | بوستان                |
| ماهور         | گوشه‌های راک                                          | دایرهٔ «سب» در ادوار   |
| همایون        | درآمد                                                | حجاز                  |
| همایون        | طرز، چکاوک، بیداد، نی‌داود، شوشتری                    | دایرهٔ «سب» در ادوار   |
| همایون        | اوج (گوشه‌های بیداد و نی‌داود)                         | بوستان                |
| بیات اصفهان   | درآمد، بیات راجه، جامه‌دران                           | دایرهٔ «سب» در ادوار   |
| بیات اصفهان   | اوج                                                  | بوستان                |
| راست‌پنج‌گاه    | درآمد                                                | عشاق                  |
| راست‌پنج‌گاه    | عشاق، پنج‌گاه، سپهر                                   | دلگشا                 |
| راست‌پنج‌گاه    | بیات عجم، قرچه، بحر نور                              | راست                  |
| راست‌پنج‌گاه    | طرز، ابوالچپ، لیلی و مجنون، نوروزها                  | دایرهٔ «سب» در ادوار   |
| نوا           | درآمد، کرشمه، گردانیه، عشاق                          | جان‌فزا                |
| نوا           | بیات راجه، حزین، نهفت                                | نوا                   |

## یادداشت
1. ↑  در رسالهٔ کلیات یوسفی نوشتهٔ ضیاء الدین یوسف، شکل‌گیری دوازده دستگاه به شخصی به نام آقابابا مخمور منسوب شده که در دورهٔ فتحعلی‌شاه می‌زیسته است. این دوازده دستگاه به این شرح توسط هومان اسعدی نقل قول شده‌اند: راست‌پنجگاه، نوا نشابور، همایون، ماهور، رهاب، شول [شور؟] و شهناز، چهارگاه مخالف، سه‌گاه، دوگاه، زابل، عشیران، نیریز.
2. ↑  فواصل دایرهٔ «سو» عبارتند از مجنب - طنینی - مجنب - مجنب - طنینی - مجنب طنینی. فواصل دایرهٔ «سب» عبارتند از «مجنب - طنینی - مجنب - طنینی - بقیه - طنینی - طنینی». برای تعریف این فواصل، ریزپرده را ببینید.